# 1768 Appenzella
1768 Appenzella eller 1965 SA är en asteroid i huvudbältet som upptäcktes den 23 september 1965 av den Schweiziska astronomen Paul Wild vid Observatorium Zimmerwald. Den har fått sitt namn efter Appenzell i Schweiz.
Asteroiden har en diameter på ungefär 20 kilometer och den tillhör asteroidgruppen Nysa.